# Giovanni Battista Zingoni
Giovanni Battista Zingoni   (Florència, 1718 - Colligis-Crandelain, 21 d'abril de 1811) també Singoni, Zingone, fou un cantant i compositor italià.

## Biografia
Zingoni va estudiar a Nàpols al Conservatori de la Pietà dei Turchini i va treballar inicialment com a cantant a Savona (1751/52) i Alassio (març de 1753 – desembre de 1754). A partir de 1759 va cantar a la companyia d'òpera de Dominico de Amicis i va fer una gira per Bèlgica (Brussel·les, Anvers, 1759), els Països Baixos (Amsterdam; temporada 1760/61) així com per Anglaterra i Irlanda (1762/63). A Londres (finals de 1762 – maig de 1763) Zingoni va cantar sota la direcció de J. C. Bach al Haymarket Theatre. El 1764 va tornar als Països Baixos i es va establir a La Haia. Va ser metge allà durant algun temps al voltant de 1765, a la cort de Carolina d'Orange-Nassau (1743–1787), germana del posterior stadhouder Guillem V d'Orange-Nassau i esposa de Carles Cristià de Nassau-Weilburg (1735–1788). També va actuar com a cantant de concert a La Haia i Amsterdam. Després que Guillem V esdevingués stadhouder el 1766, les relacions de Zingoni amb la cort es van fer especialment estretes, encara que no va rebre una posició permanent a la capella. Va actuar regularment als concerts de la cort.